# 백자 청화잉어문 항아리
백자 청화잉어문 항아리(白磁 靑畵鯉魚文 立壺)는 서울특별시 용산구 한남동, 삼성미술관 리움에 있는 조선시대의 백자이다. 1984년 8월 6일 대한민국의 보물 제788호로 지정되었다.

## 개요
청화백자는 14세기 전반에 중국의 원나라에서 처음 개발되었으며, 백자의 표면에 그려진 푸른색의 그림이 마치 수묵화 같은 정취를 지니고 있다. 우리 나라에서도 15세기 중엽에는 이 자기가 만들어지기 시작했으며, 사실적 화풍을 특징으로 한다.
백자 청화잉어문 항아리(白磁 靑畵鯉魚文 立壺)는 높이 24.7cm, 아가리 지름 8.1cm, 밑지름 12.4으로 아가리가 안으로 휘어 그리 넓지 않다. 어깨는 풍만하게 시작되어 몸통 아래에 이르러 좁아졌다가, 굽다리 부분에 이르면 다시 벌어지는 조선 초기의 특징을 하고 있다.
몸통에는 꽃으로 마름모꼴 둘레를 만들었고, 그 안에 물고기를 실감나게 그려 넣었다. 잉어와 송사리가 물풀 사이를 헤엄치는 물 속의 광경과 꽃 둘레 바깥으로 연꽃 덩굴무늬를 꽉 차게 그려 넣은 것이, 중국 명나라의 청화백자가 보여주는 구성과 같다. 유색은 푸른빛이 서린 회백색이며 항아리의 벽은 다소 두꺼운 편이다.
코발트색을 내는 청화안료의 농담을 적절히 구사하여 한층 회화적인 맛을 더한 이 백자는, 경기도 광주 일대의 국가가 관리하는 가마에서 만들었을 것으로 짐작되며, 조선 초기의 회화성이 뛰어난 작품이다.

## 같이 보기
- 청화백자

## 참고 자료
- 백자 청화잉어문 항아리 - 국가유산청 국가유산포털